# Mastopoma pulchellum
Mastopoma pulchellum là một loài Rêu trong họ Sematophyllaceae. Loài này được (Herzog) H. Akiy. mô tả khoa học đầu tiên năm 2006.